# Републикански път III-7908
Републикански път IIІ-7908 е третокласен път, част от Републиканската пътна мрежа на България, преминаващ изцяло по територията на Бургаска област. Дължината му е 24,2 km.
Пътят се отклонява надясно при 76,3 km на Републикански път II-79 югозападно от село Константиново и се насочва на юг. След като пресече Средецка река, завива на югоизток, а след това на изток, като се движи в близост до южния бряг на Мандренското езеро. Минава през село Присад, пресича устието на Факийска река, след село Димчево пресича и устието на Изворска река (двете реки се вливат от юг в Мандренското езеро) и в западната част на село Маринка се свързва с Републикански път I-9 при неговия 252,9 km.
| Пътища, отклоняващи се надясно (населено място, № на пътя, посока на пътя) | km   | Пътища, отклоняващи се наляво (посока на пътя, № на пътя, населено място) |
| -------------------------------------------------------------------------- | ---- | ------------------------------------------------------------------------- |
| Община Средец, II-79, 76,3 km →                                            | 0,0  | → 76,3 km, II-79, Община Средец                                           |
| Община Созопол                                                             | 9    | Община Созопол                                                            |
| с. Присад                                                                  | 13,1 | с. Присад                                                                 |
| (за с. Зидарово) общински път ←                                            | 14,2 |                                                                           |
| Община Бургас                                                              | 15,9 | Община Бургас                                                             |
| с. Димчево                                                                 | 17,7 | с. Димчево                                                                |
|                                                                            | 22,2 | → общински път (за с. Твърдица)                                           |
| (до ГКПП Малко Търново) I-9, 252,9 km, с. Маринка ←                        | 24,2 | ← с. Маринка, 252,9 km, I-9 (от ГКПП Дуранкулак)                          |